# ファルネセン
ファルネセン（Farnesene）は、セスキテルペンに分類される、6つの異性体の総称である。α-ファルネセンおよびβ-ファルネセンは二重結合の位置が異なる位置異性体である。α-ファルネセンのIUPAC系統名は3,7,11-トリメチル-1,3,6,10-ドデカテトラエン、β-ファルネセンは7,11-ジメチル-3-メチレン-1,6,10-ドデカトリエンである。α-体には、2本の二重結合まわりの幾何構造の異なる4つの幾何異性体が存在する。 β-体にはその中心の二重結合まわりの幾何の異なる2つの幾何異性体が存在する。

## α-ファルネセン
α-ファルネセンの2つの幾何異性体は、天然物から単離できる。

(3E,6E)-3,7,11-トリメチルドデカ-1,3,6,10-テトラエン
このうち、(E,E)-α-ファルネセンは例えばリンゴその他の果実の皮によく見られ、「青リンゴ臭」の原因となっている。空気酸化を起こすと最終的に果実の細胞層に細胞死をもたらし、リンゴの茶色い変色部として観察される。

(3Z,6E)-3,7,11-トリメチルドデカ-1,3,6,10-テトラエン
(Z,E)-α-ファルネセンはシソ属の精油から単離される。これら両方の異性体は、シロアリの警報フェロモンやコドリンガの誘引物質など昆虫の情報化学物質として働く。
α-ファルネセンはまた、クチナシからとれるクチナシ油の主成分でもあり、液状成分のうちおよそ 65% を占める。
他の2つの異性体は人工的に合成される。

(3E,6Z)-3,7,11-トリメチルドデカ-1,3,6,10-テトラエン

(3Z,6Z)-3,7,11-トリメチルドデカ-1,3,6,10-テトラエン

## β-ファルネセン
(6E)-7,11-ジメチル-3-メチリデンドデカ-1,6,10-トリエン
(E)-体は様々な精油に含まれる。アブラムシから警報フェロモンとして分泌され、他のアブラムシに警告を与える。ジャガイモなどのさまざまな植物がこのフェロモンを昆虫に対する自然防虫剤として利用していることが知られている。
(Z)-体はオレガノ (Origanum vulgare) などから得られている。

(6Z)-7,11-ジメチル-3-メチリデンドデカ-1,6,10-トリエン